# Hôtel de Lillebonne
L'hôtel de Lillebonne est un hôtel particulier de la ville de Nancy. C'est une construction du XVIe siècle, de style Renaissance, située au numéro 14 de la rue du Cheval-Blanc, à l'angle avec la rue de la Source, en Ville-Vieille. Aujourd'hui, l'hôtel fait partie d'un ensemble de bâtiments qui abrite une maison des jeunes et de la culture (MJC Lillebonne-Saint-Epvre) ainsi qu'un espace d'art contemporain, la Galerie Lillebonne.

## Historique
Occupant l'emplacement de l'ancienne « Maison des étuves municipales », cet hôtel particulier fut construit pour Claude de Beauvau-Craon, sire de Beauvau et de Fléville, par l'architecte Nicolas La Hiere en 1580. Ce serait une œuvre de jeunesse de cet architecte qui sera plus tard architecte du duc.
Au Moyen Âge, les « étuves » sont des bains publics. Ce type d'établissement était concédé à un « étuviste », « étuvier » ou « étuveur » qui l'exploitait moyennant rétribution. On venait à ces bains pour des raisons d'hygiène et aussi pour le plaisir et la détente. L'existence d'une « estuve » à cet endroit (rue des Étuves / rue de la Source) est attestée en 1531.
Quand Claude de Beauvau est nommé en 1577 à la cour du duc de Lorraine Charles III, il a le besoin d'un pied à terre proche du Palais ducal, son château de Manonville étant trop éloigné. Par lettres patentes du 15 mars 1578, le duc autorisa la ville à vendre la maison de la rue des Étuves « à son très cher et féal messire Claude de Beauvau ».
La maison est en très mauvais état, Claude de Beauvau la fait détruire pour entreprendre la construction du bâtiment que nous connaissons et qui prit le nom d'hôtel de Beauvau.
Son petit-fils Henri Ier de Beauvau hérite de la maison au décès de son grand-père en 1597. Malgré la volonté testamentaire de son grand-père qui voulait que l'hôtel reste dans la famille et comme il passait peu de temps en Lorraine, il le vend en 1621 au duc de Lorraine, Henri II. L'hôtel restera dans la famille ducale jusqu'en 1740.
Henri II de Lorraine a acheté cette demeure pour la donner à un de ses fils naturels, Henri de Bainville. Sans héritier mâle légitime, le duc de Lorraine « avait trois bâtards, qu'il affectionnait tout particulièrement et qu'il comblait de ses largesses ».
Henri de Bainville, abbé de Saint-Mihiel, a d'autres intentions et échange cet hôtel contre une maison en Ville-Neuve également propriété du duc de Lorraine, proche de l'abbaye bénédictine qu'il avait fondé.
Henri II de Lorraine y loge alors son second fils naturel, Charles de Briey. Quand Charles de Briey, ecclésiastique comme son frère, devient commandeur de l'ordre de Saint-Jean de Jérusalem, l'hôtel de la rue de la Source prend le nom d'hôtel de Malte.
Pendant trente ans, entre 1633 et 1663, Nancy subit l'occupation française et on perd les traces des occupants successifs de l'hôtel.
Charles IV de Lorraine retrouve ensuite son duché et, en 1665, sa fille Anne de Lorraine et son époux François-Marie, prince de Lillebonne, s'installent à l'hôtel de Malte.
Ils y vécurent peu de temps : les Français occupent à nouveau la Lorraine et on ne sait ce que devient l'hôtel durant cette période.
La princesse de Lillebonne ne retrouvera son hôtel qu'en 1699. À sa mort en 1720, sa fille Marie-Elisabeth, princesse d'Épinoy, occupe l'hôtel par intermittence ; elle le vend en 1740 quand elle quitte définitivement la Lorraine.
Entre cette date et 1826, l'hôtel de la rue de la Source va changer sept fois de mains. Le nom d'hôtel de Lillebonne apparait pour la première fois sur un acte de vente daté de 1750.
En 1826, la congrégation des Filles de la charité de Saint-Vincent-de-Paul achète l'hôtel pour compléter le grand ensemble immobilier qu'elles possédaient entre la rue de la Source et la rue de la Charité. L'hôtel de Lillebonne devint alors partie intégrante de la « Maison de la Providence » où les sœurs distribuaient des secours dans la paroisse de Saint-Epvre, soignaient les indigents et donnaient une éducation gratuite à des jeunes filles. L'hôtel proprement-dit fut destiné à abriter la communauté des sœurs et une chapelle. Celle-ci fut d'abord installée au rez-de-chaussée avec une entrée par la rue de la Source encore visible aujourd'hui. Plus tard la chapelle sera transportée au premier étage de l'hôtel.
Au cours du XXe siècle, les sœurs perdent peu à peu un rôle social alors dévolu à l'État et leur effectif diminue par la crise des vocations ; elles durent vendre les immeubles dont la charge était trop lourde pour elles.
En 1972, La ville de Nancy se porte acquéreur de l'ensemble immobilier constitué par les sœurs pour y accueillir la MJC Saint-Epvre qui l'occupe aujourd'hui (et englobant également l'hôtel de Lay-Saint-Christophe).
L'hôtel est l'objet d’une inscription au titre des monuments historiques par arrêté du 15 mars 1944 pour la façade sur rue et la toiture ainsi que le puits situé dans la cour.

## Architecture

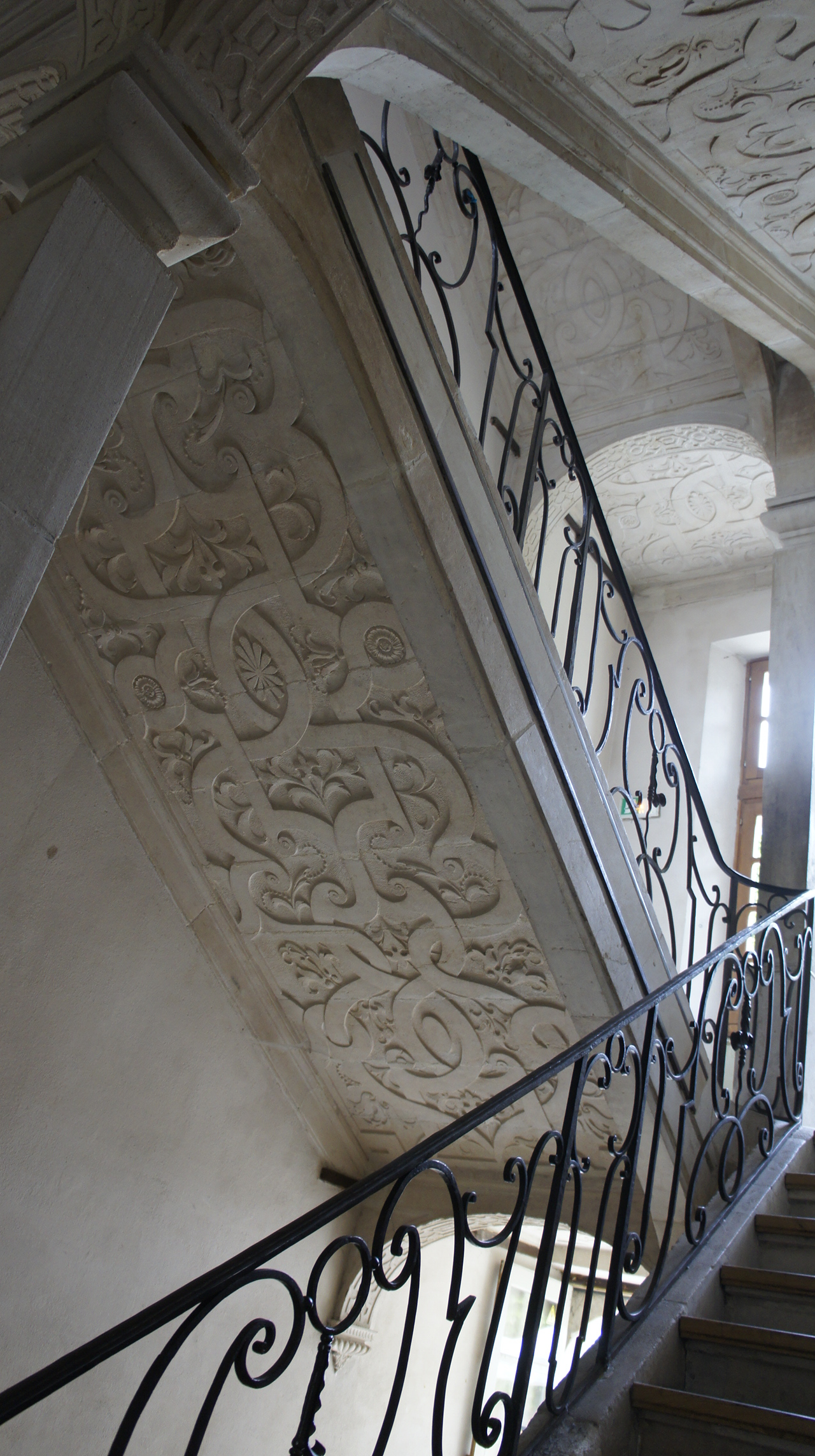
Escalier.

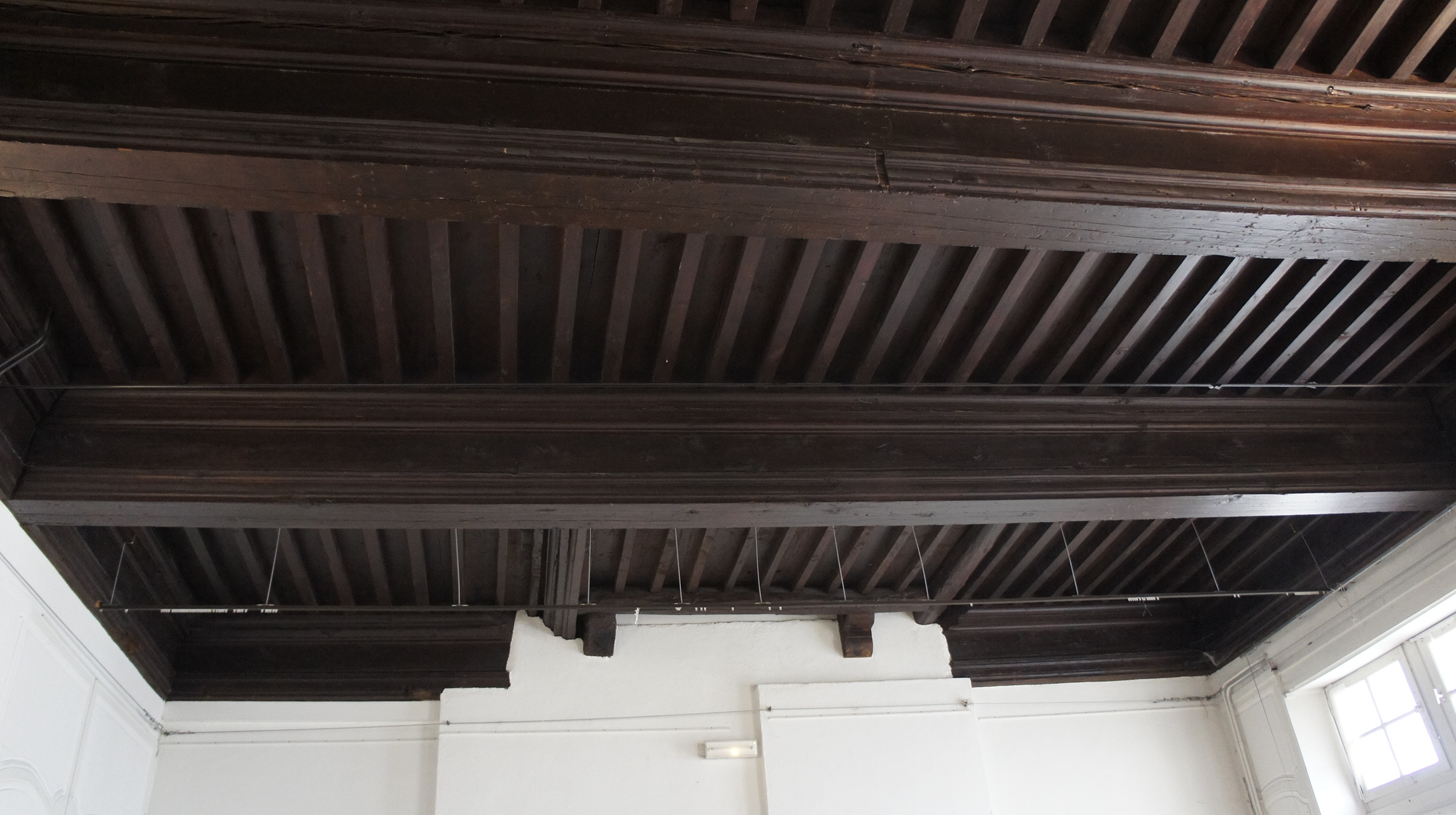
Salle du premier étage.

L'hôtel de Lillebonne est un bâtiment de dimensions assez modestes, formant un quasi-carré d'une quinzaine de mètres de côté. Il est coiffé d'un toit d'ardoises à quatre pentes.
Cette construction est caractérisée par une façade d'architecture Renaissance, dans le style italianisant de la fin du XVIe siècle très à la mode à Nancy à cette époque et que l'on retrouve sur d'autres bâtiments de la ville.
Le portail d'entrée est de faible largeur (1,40 m), encadré de deux colonnes à demi engagées.
Ces colonnes reposent sur des stylobates hauts de 1,50 m. Elles sont entourées de six couronnes de feuillage d'olivier superposées et supportent de petits chapiteaux d'ordre ionique.
Un entablement, lui aussi de style ionique, s'établit sur les chapiteaux. Conformément à la tradition architecturale, il comporte une frise, décorée de palmettes et de motifs floraux et, sous la corniche, une moulure ornée d'oves.
Un écusson rectangulaire encadré de deux S contournés et surmonté d'un petit fronton en cintre brisé repose sur l'entablement.
La porte à deux battants dissymétriques est surmontée d'un arc en plein cintre ménageant des écoinçons sculptés de trophées militaires. Une belle tête de femme orne la clef de cet arc.
Les fenêtres des deux premiers niveaux sont remarquables par leurs proportions et par leur superficie par rapport à la façade. Chacune supporte un fronton en cintre brisé à volutes, qui s'appuie sur un cartouche central ovalaire surmonté d'une palmette. Les décorations des fenêtres du premier niveau affleurent le bas des fenêtres du niveau supérieur.
Sur la façade de la rue de la Source, l'entrée de l'ancienne chapelle est encore visible. Ce portail, ajouté par les sœurs, est surmonté d'un fronton dans le goût de la Restauration. Ce sobre fronton repose sur des pilastres et de petits chapiteaux d'ordre ionique. À la clef de l'arc de la porte, une tête d'ange ailée.
Trois gargouilles en pierre, sculptées d'un décor de feuillages, marquent les angles du toit.
On pénètre dans le bâtiment par six marches qui précèdent un court couloir au plafond décoré de motifs sculptés. Au fond du couloir, une belle porte de bois sculpté ne sert aujourd'hui qu'occasionnellement.
L'entrée dans la maison se fait à droite par l'accueil de la MJC dont on remarque le plafond d'époque aux poutres apparentes à la française.
On accède aux étages par un escalier qui est sans doute le plus bel élément décoratif de la maison.
Cet escalier est très moderne pour son époque : il est construit en pierre, sans mur d'échiffre, ses volées appuyées sur des arcades qui retombent sur deux fins piliers de section carré et des culs-de-lampe. Les plafonds des volées, des repos et des paliers sont décorés d'entrelacs de bandes, de volutes, de rosaces et de feuillages sculptés. Les arcs diaphragmes et les culs-de-lampe sont eux aussi richement sculptés. L'escalier comporte un garde-corps en fer forgé au dessin sobre et élégant.
Au premier étage, face à l'escalier, se trouve l'ancienne salle de réception aujourd'hui salle de conférence. Cette pièce occupe toute la largeur du bâtiment et possède un très beau plafond aux poutres d'une taille imposante.
Au rez-de-chaussée à côté de l'escalier, un couloir, au plafond décoré du même décor que l'escalier, conduit à la cour.
À gauche de celle-ci, on trouve un puits en hémicycle et voûte en cul-de-four surmonté d'un fronton en cintre brisé à volutes et orné d'une tête de lion.
L'hôtel de Lillebonne fait certainement partie des plus beaux édifices Renaissance de Nancy avec le Palais ducal et l'hôtel d'Haussonville.

## Cinéma
L'hôtel de Lillebonne a servi de lieu de tournage pour certaines scènes du film Tous les soleils de Philippe Claudel.